# Hans Heinrich Hübner
Hans Heinrich Hübner (* 24. Juli 1968 in Berlin) ist ein deutscher Hacker. Er trat als Hacker unter dem Namen „Pengo“ auf. Der Name stammt von dem populären Computerspiel Pengo, das Anfang der 1980er Jahre veröffentlicht wurde.

## Leben
Hübner war in den 1980er Jahren zusammen mit Markus Hess und Karl Koch an den KGB-Hacks beteiligt. Die Ereignisse wurden später von Clifford Stoll in dessen Buch Kuckucksei geschildert, 1990 unter dem Namen „Der KGB, der Computer und ich“ in den USA verfilmt und später auch im deutschen Kinofilm „23 – Nichts ist so wie es scheint“ in Szene gesetzt. Hübner wird in dem Film aus dramaturgischen Gründen mit Hess zu einer Person (David) zusammengefasst. Somit entspricht die Darstellung im Film nicht den tatsächlichen Ereignissen. 
Hübner war Anmelder einer Demonstration am 26. Februar 2011 in Berlin, die auf Grund der Plagiatsaffäre Rücktrittsforderungen an Minister Karl-Theodor zu Guttenberg richtete.